# 柴门霍夫日
柴门霍夫日（又称为柴门霍夫节、柴诞节）为每年的12月15日，这一天是世界语创造者路德維克·拉扎爾·柴門霍夫的生日。是世界语文化中最广泛的庆祝节日。这一天全世界的世界语者举行各种形式的特殊聚会来庆祝这一节日。